# Cahuayoapa
Cahuayoapa är en ort i Mexiko.   Den ligger i kommunen Chicontepec och delstaten Veracruz, i den sydöstra delen av landet, 200 km nordost om huvudstaden Mexico City. Cahuayoapa ligger 186 meter över havet och antalet invånare är 143.
Terrängen runt Cahuayoapa är platt åt nordost, men åt sydväst är den kuperad. Runt Cahuayoapa är det ganska tätbefolkat, med 86 invånare per kvadratkilometer. Närmaste större samhälle är Benito Juárez, 14,3 km sydväst om Cahuayoapa. Omgivningarna runt Cahuayoapa är en mosaik av jordbruksmark och naturlig växtlighet.